# マット・ジロード
マット・ジロード（Matt Giraud、1985年5月11日 - ）は、アメリカ合衆国のシンガーソングライター、ミュージシャン。ミシガン州カラマズー出身。リアリティ番組『アメリカン・アイドル』シーズン8のファイナリストで第5位となった。「Judges' Save」により残った最初の出場者である。

## 生い立ち
ミシガン州ディアボーンで生まれ、イプシランティで育つ。2003年、リンカーン高校を卒業。父親はダニエル・ジロード、母親はカミ・ゾルタンスキー（Kami Zoltanski）、姉妹はエイプリル。イプシランティの教会でドラム演奏と歌を始めた。
西ミシガン大学を卒業し、カラマズーのクラブで演奏を始めた。大学在学中にゴールド・カンパニー（Gold Company）のジャズ・ボーカル・プログラムを受けた。

## アメリカン・アイドル

### 概要
ケンタッキー州ルイビルで『アメリカン・アイドル』シーズン8のオーディションを受けた。ハリウッド予選では審査員に気に入られ、ランディ・ジャクソンは彼のお気に入り5名に入ると語った。ハリウッド予選中、後に優勝者となるクリス・アレンを含む出場者で構成される「ホワイト・チョコレート（White Chocolate）」というグループでジャクソン5の「帰ってほしいの」を歌った。当初、ジロードはハリウッド予選を順当に通過できなかったが、ワイルドカードにより復活。オリジナルはミラクルズ（The Miracles）でジャクソン5でヒットした「Who's Lovin' You」を歌い、審査員は満場一致で称賛し、アヌープ・デサイ、ミーガン・ジョイ、ジャスミン・マーレイと共にトップ13となった。また2009年4月15日、彼はこの審査員メンバーにより復活された最初で唯一の出場者となった。トップ13でのマイケル・ジャクソンの「ヒューマン・ネイチャー」パフォーマンス後、審査員のカーラ・ディオガルディは「これから毎週聴きたい」と述べた。トップ11となった際キャリー・アンダーウッドの「So Small」を演奏したが審査員には不評でサイモン・コーウェルは「このオーディションに出場する資格があるとは思えない」と言い、マイケル・ブーブレと比較した。トップ8ではスティーヴィー・ワンダーの「パートタイム・ラヴァー」を演奏し、審査員のポーラ・アブドゥルは時間の都合で短いながらも「2語だけ。スタンディング・オヴェーション」と称賛した。しかしながら翌週のトップ7の際、ジャクソンとディオガルディから酷評を受け、翌日の投票結果発表では最下位の得票数となった。しかし『アメリカン・アイドル』史上初めて審査員により残留が決定され、敗退から免れた。シーズン8から新しく設置されたルールを使用したものであった。この結果、トップ7のオーディションが2週に亘って行なわれた。2週目のトップ7の際、ビージーズの「ステイン・アライヴ」を演奏し、賛否両論となった。にもかかわらず、充分な投票数を得て最下3位から逃れた。2009年4月29日、敗退し第5位となった。その後のインタビューで、「審査員が残留を決めてくれたことは決して無駄ではなかった」と語った。彼はジョエル・メイデンのお気に入りであり、またレディ・ガガは彼の敗退の放送を観て非常に残念だったと語った。

### その後
4月30日、『ザ・トゥナイト・ショー・ウィズ・ジェイ・レノ』と『トゥデイ』、5月4日、『エレンの部屋』と『Access Hollywood』、5月6日、『Live! with Kelly and Michael』に出演した。また2009年5月25日、『ラリー・キング・ライブ』でこのシーズンのトップ10に入った出場者が出演し『アメリカン・アイドル』に焦点を当てた番組が放送され、彼は「クラスで一番のお調子者」で彼らの中では一番の浮気者と表現された。7月から9月まで、『アメリカン・アイドル』シーズン8の他の出場者と共に「アメリカン・アイドル・ライヴ・ツアー」に出演。オーティス・レディングの「Hard to Handle」、レイ・チャールズの「我が心のジョージア」、ザ・フレイの「ユー・ファウンド・ミー」を歌った。2010年3月11日、アメリカン・アイドル『Results Show』でビリー・ジョエルとScott MacIntyreの「Tell Her About It」を演奏した。

## 経歴
2003年にアルバム『Perspective』、2006年にアルバム『Mind Body and Soul』を発表。
2010年1月29日、ミシガン州グランドラピッズのフォレスト・ヒルズ・ファイン・アート・センター（Forest Hills Fine Arts Center）で初めてのソロ・ツアーが開始された。
アンナ・ウィルソン（Anna Wilson）と共に「You Don't Know Me」のカバーをレコーディング。
2010年8月9日、ジム・ブリックマンの曲「Thank You」に参加。
テネシー州ナッシュビルのグランド・オール・オープリーにアンナ・ウィルソンの『Countrypolitan Duets』の発表に合わせ出演。

## プライベート
ジロードはキリスト教徒であり、グレイススプリング・バイブル教会（Gracespring Bible Church、旧Richland Bible Church）に通っている。

## 受賞歴
| 年   | 賞                           | 部門                                                                          | 結果       |
| ---- | ---------------------------- | ----------------------------------------------------------------------------- | ---------- |
| 2009 | ティーン・チョイス・アワード | 夏のコンサート・ツアー (『アメリカン・アイドル』シーズン8トップ10の1人として) | ノミネート |

## ディスコグラフィ

### スタジオ・アルバム
- Perspective (2003年)
- Mind, Body and Soul (2006年)